# Ikerasaarsuk (Upernavik)
Ikerasaarsuk [iˌkɜʁaˈsɑːsːuk] (nach alter Rechtschreibung Ikerasârssuk) ist eine grönländische Siedlung im Distrikt Upernavik in der Avannaata Kommunia.

## Lage
Ikerasaarsuk liegt auf einer kleinen Insel einen Kilometer nördlich von Nutaarmiut. Beide Inseln sind getrennt durch den Sund Ikerasannguaq.

## Geschichte
Ikerasaarsuk wurde nach 1887 besiedelt. Bis 1910 hatte der Ort einen eigenen Laden. Zu dieser Zeit zogen vielen der Bewohner an andere Orte und der Weiterbetrieb des Ladens lohnte nicht mehr. Ab 1911 war Ikerasaarsuk ein Teil der Gemeinde Tasiusaq. 1918 hatte Ikerasaarsuk nur noch 18 Einwohner, die vier Familien bildeten und in vier Häusern wohnten. Es gab außerdem eine kleine Holzkapelle im Ort, wo ein ausgebildeter Katechet unterrichtete. Der Ort hatte maximal 27 Einwohner. 1950 wurde Ikerasaarsuk Teil der neuen Gemeinde Upernavik. 1955 lebten nur noch 17 Personen in Ikerasaarsuk. Ab 1956 wurde Ikerasaarsuk als Teil von Nutaarmiut gesehen. Ikerasaarsuk hat nie offiziell den Dorfstatus erhalten und ist der kleinste Ort Grönlands, der keine Schäfersiedlung ist. 2009 wurde Ikerasaarsuk Teil der Qaasuitsup Kommunia. Seit 2018 gehört der Ort zur Avannaata Kommunia.

## Wirtschaft und Versorgung
Die Bewohner von Ikerasaarsuk leben von der Jagd und vom Fischfang, aber weder dort, noch im nahegelegenen Nutaarmiut gibt es Verarbeitungsanlagen für den gefangenen Fisch. Beide Orte sind eng verknüpft. In Ikerasaarsuk gibt es keine Gebäude außer Wohnhäuser. Sämtliche öffentlichen Gebäude und die gesamte Versorgung läuft über Nutaarmiut.

## Bevölkerungsentwicklung
Erst seit 1996 wird die Einwohnerzahl von Ikerasaarsuk wieder einzeln gezählt. Die Einwohnerzahl lag anfangs bei maximal 17 Personen, ist aber seitdem stark gesunken. Seit 2024 steigt die Bevölkerungszahl langsam wieder.

## Panorama

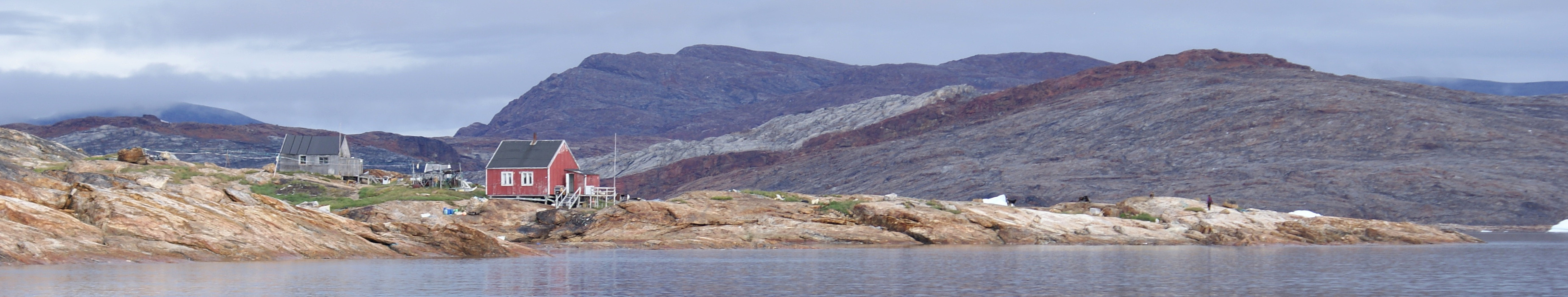
Ikerasaarsuk (2010)